# Boronów (gmina)
Boronów – gmina wiejska w Polsce położona we wschodniej części powiatu lublinieckiego (województwo śląskie).
W skład gminy wchodzi wieś Boronów (siedziba urzędu gminy), a także wsie: Dębowa Góra, Doły, Grojec, Hucisko, Sitki i Zumpy oraz osady leśne Cielec i Szklana Huta.

## Historia gminy Boronów
Boronów był samodzielną gminą w XVIII i XIX wieku. Od końca XVIII w. posiadała własną pieczęć gminną, na której wizerunku umieszczono brony. W dwudziestoleciu międzywojennym także obecnie leżąca na jej terenie miejscowość Dębowa Góra posiadała prawa gminne.
Prawa gminne zostały miejscowości Boronów przywrócone w roku 1993, w latach 1973–1993 miejscowość należała do gminy Herby, w latach 1956–1972 stanowiła samodzielną gromadę, do której należały także miejscowości Olszyna, obecnie w gminie Herby oraz Niwy dziś znajdujące się na obszarze gminy Woźniki.

## Położenie geograficzne gminy

Gmina Boronów na tle powiatu lublinieckiego

Gmina Boronów od strony zachodniej sąsiaduje z gminami powiatu lublinieckiego: Herby, Koszęcin i Woźniki, a od strony wschodniej z gminą powiatu częstochowskiego Konopiska.
Boronowska parafia obejmuje teren gminy oraz przysiółek Niwy, znajdujący się na obszarze gminy Woźniki.

## Środowisko przyrodnicze
Gmina Boronów położona jest na obszarze Parku Krajobrazowego Lasy nad Górną Liswartą. Na terenie gminy znajduje się Rezerwat przyrody Rajchowa Góra, a także duża liczba pomników przyrody. W większości przypadków są to dęby, ale również buki, lipy i inne gatunki drzew. W części zachodniej znajdują się dwa średniej wielkości stawy rybne, gdzie można spotkać łabędzia niemego, kaczkę krzyżówkę. W części wschodniej nad rzeką Leńcą znaleźć można w kilku miejscach żeremia oraz tamy postawione przez bobry.

## Zespół Placówek Oświatowych

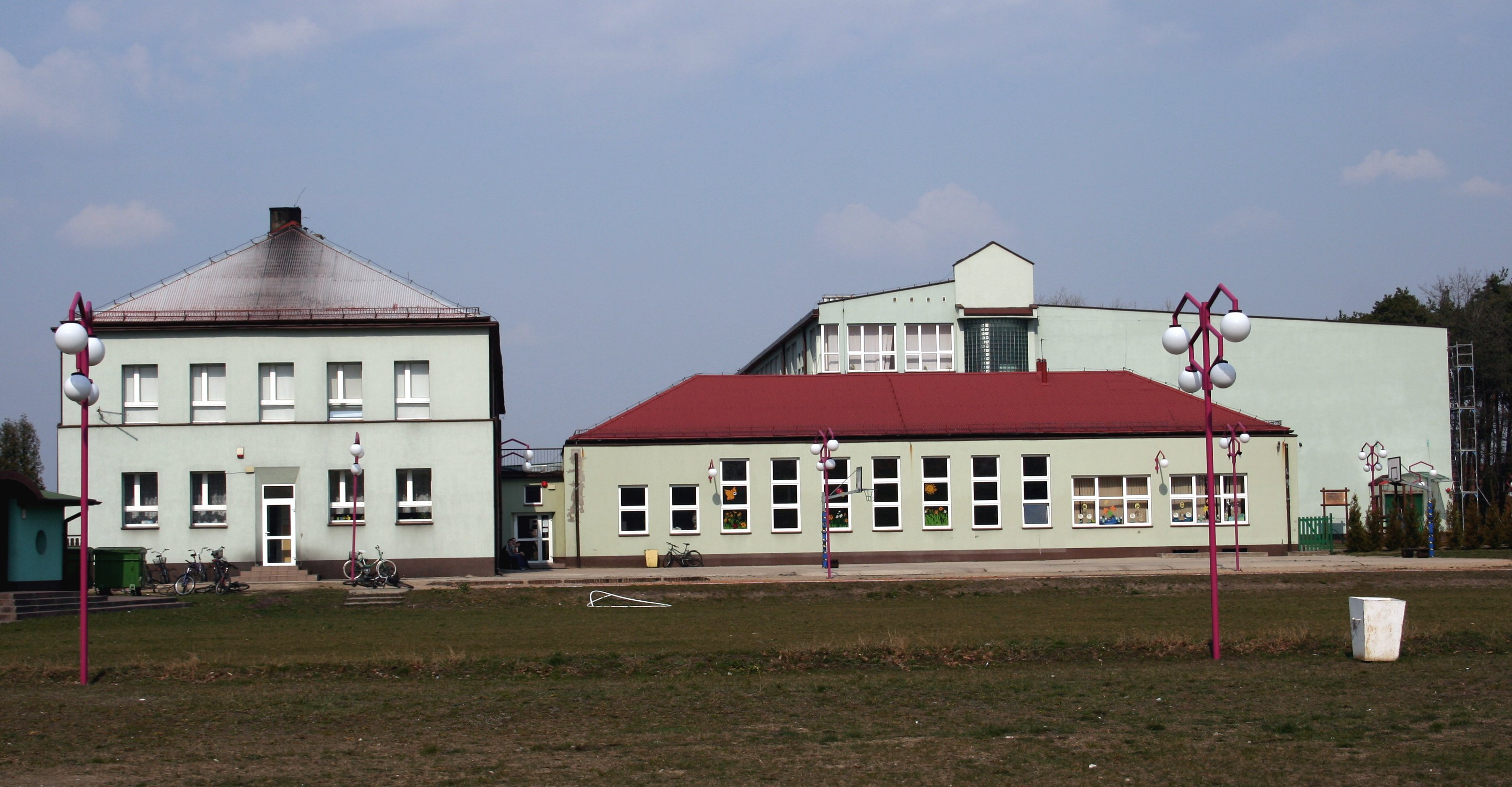
Budynki ZPO – po lewej stronie szkoła podstawowa, po prawej przedszkole, w tle budynek gimnazjum

W centralnej części miejscowości, przy ulicy Poznańskiej, znajduje się Zespół Placówek Oświatowych im. Unii Europejskiej, w którym działają: przedszkole, szkoła podstawowa i gimnazjum. Przed reformą oświaty w miejscu tym znajdowała się tylko szkoła podstawowa (do końca lat 80. XX w. im. Manifestu Lipcowego), przedszkole wówczas było umieszczone przy ulicy Wojska Polskiego. ZPO uczestniczy w realizacji programu Socrates-Comenius, nawiązując współpracę ze szkołami w Szwecji i we Włoszech.
Budynki ZPO służą także jako noclegownia dla przechodzących przez Boronów na Jasną Górę pielgrzymów, a sala sportowa udostępniana jest także klubowi TKKF Boronovia, który regularnie organizuje turnieje siatkarskie. Budynki szkoły podstawowej wybudowanej w roku 1959, przedszkola i gimnazjum są ze sobą połączone i stanowią część szerszego kompleksu dydaktyczno-sportowo-kulturalnego.

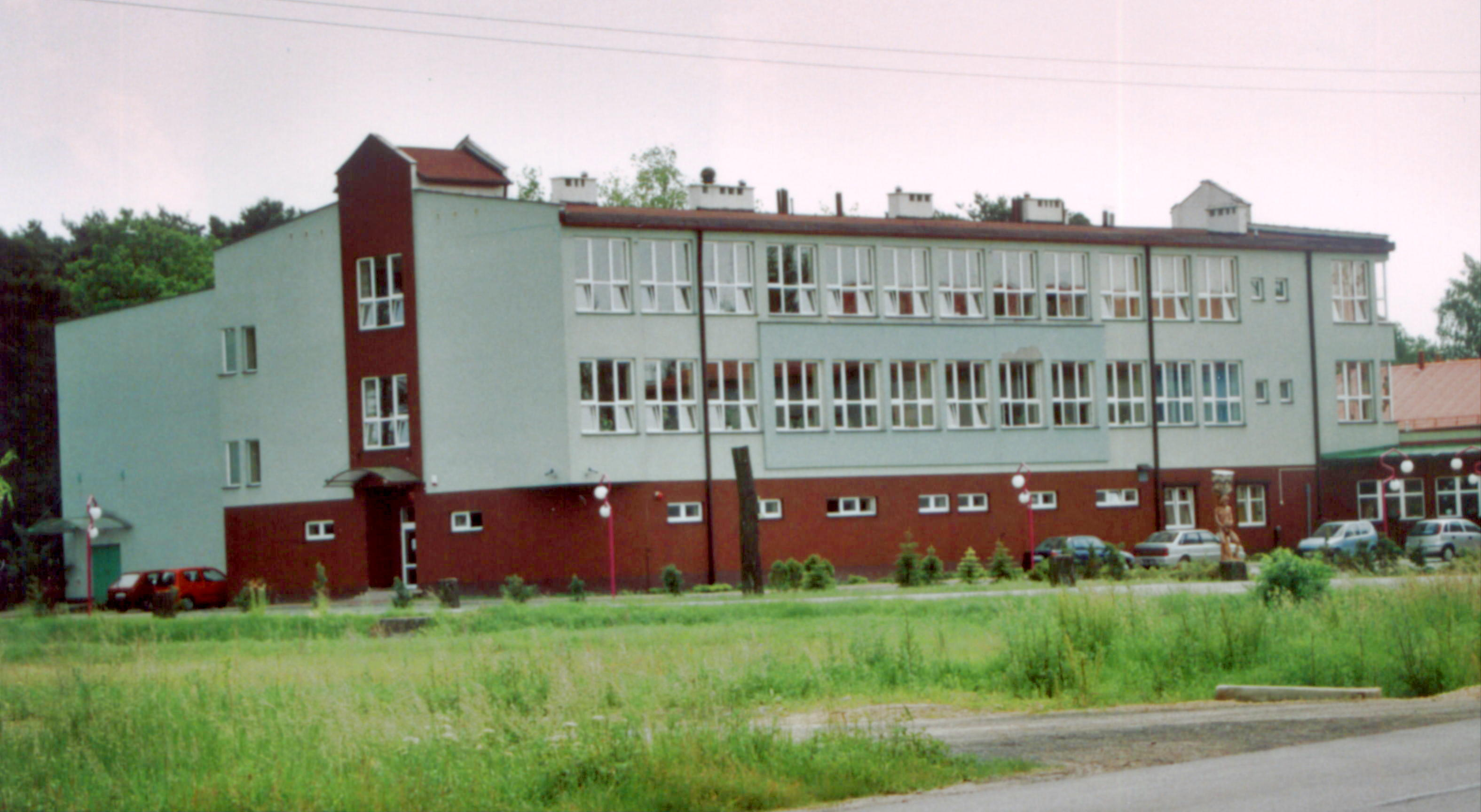
Wybudowany w latach 90. XX wieku budynek gimnazjum
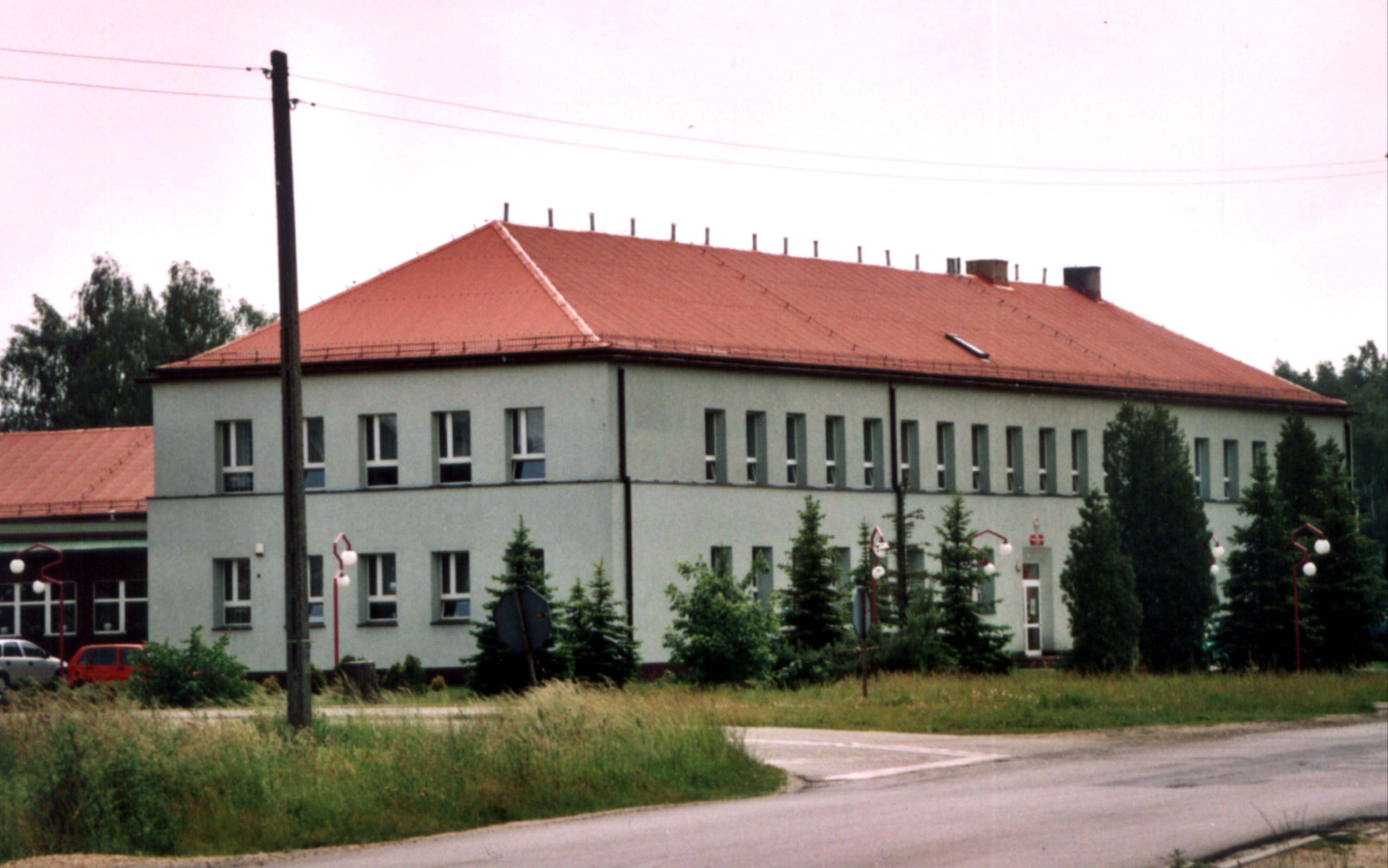
Budynek szkoły podstawowej z roku 1959
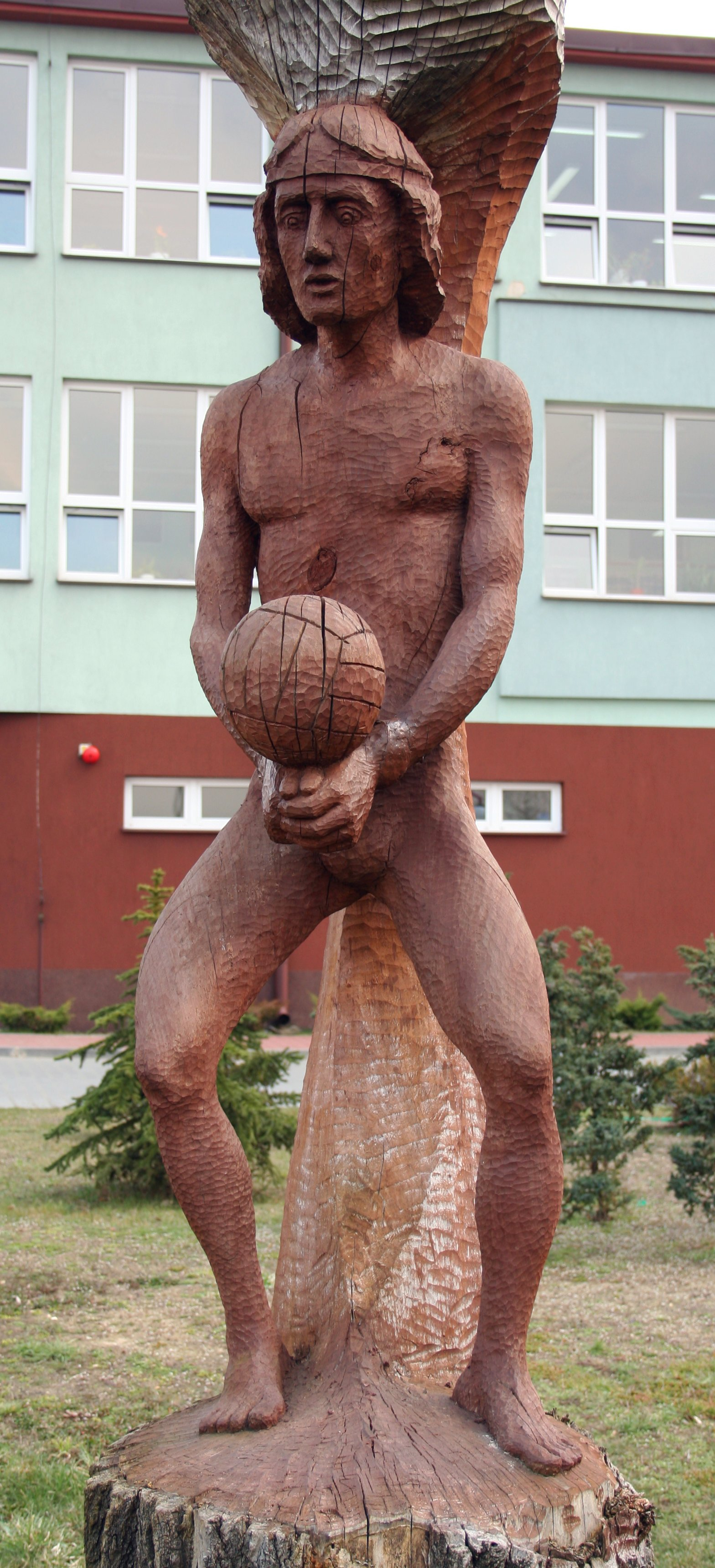
Rzeźba siatkarza przed ZPO

## Demografia
- Struktura demograficzna. W latach 1995–2009 liczba mieszkańców gminy wahała się między 3194 a 3343[3].

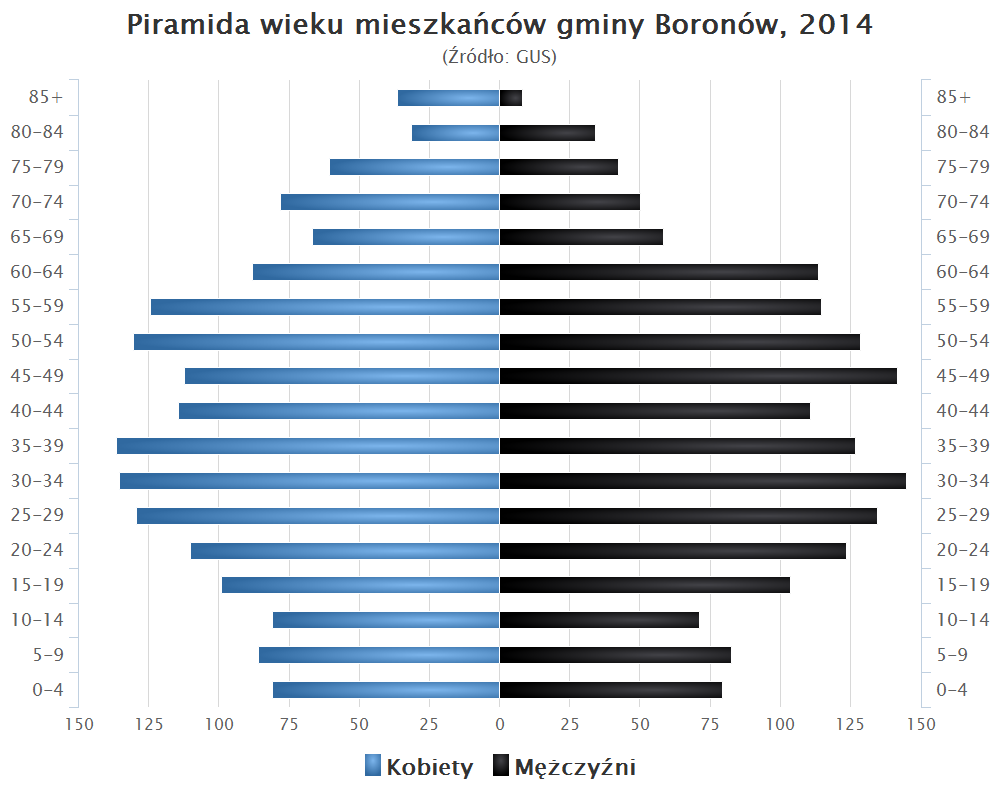
Piramida wieku mieszkańców gminy Boronów w 2014 roku

## Kluby sportowe i stowarzyszenia
Na terenie gminy Boronów działają dwa kluby sportowe Jedność Boronów i TKKF Boronovia oraz dwa stowarzyszenia „Stowarzyszenia dla Boronowa” i „Stowarzyszenie Miłośników Ziemi Boronowskiej”.

## Gospodarka

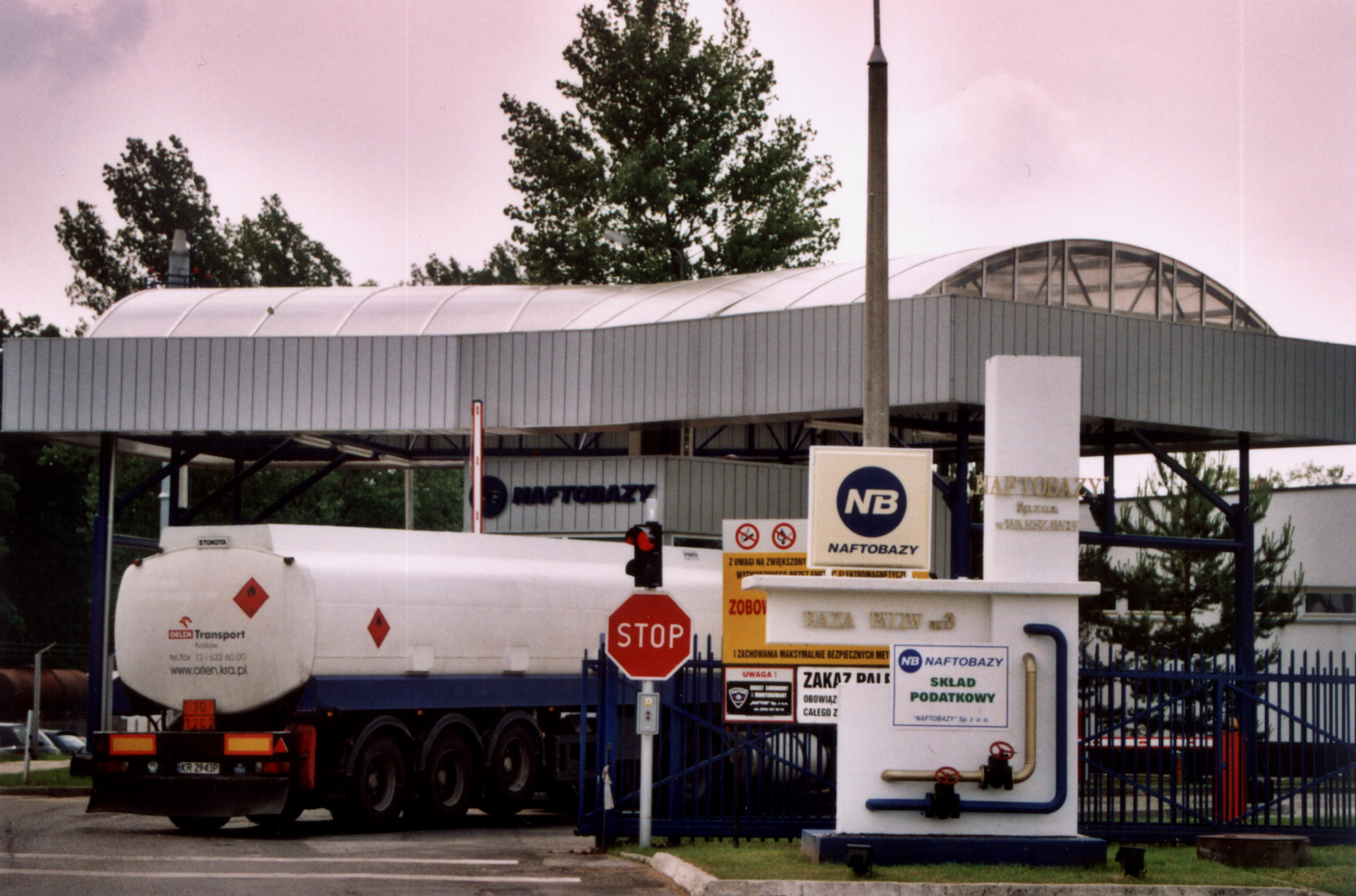
Terminal Naftobaz w Boronowie

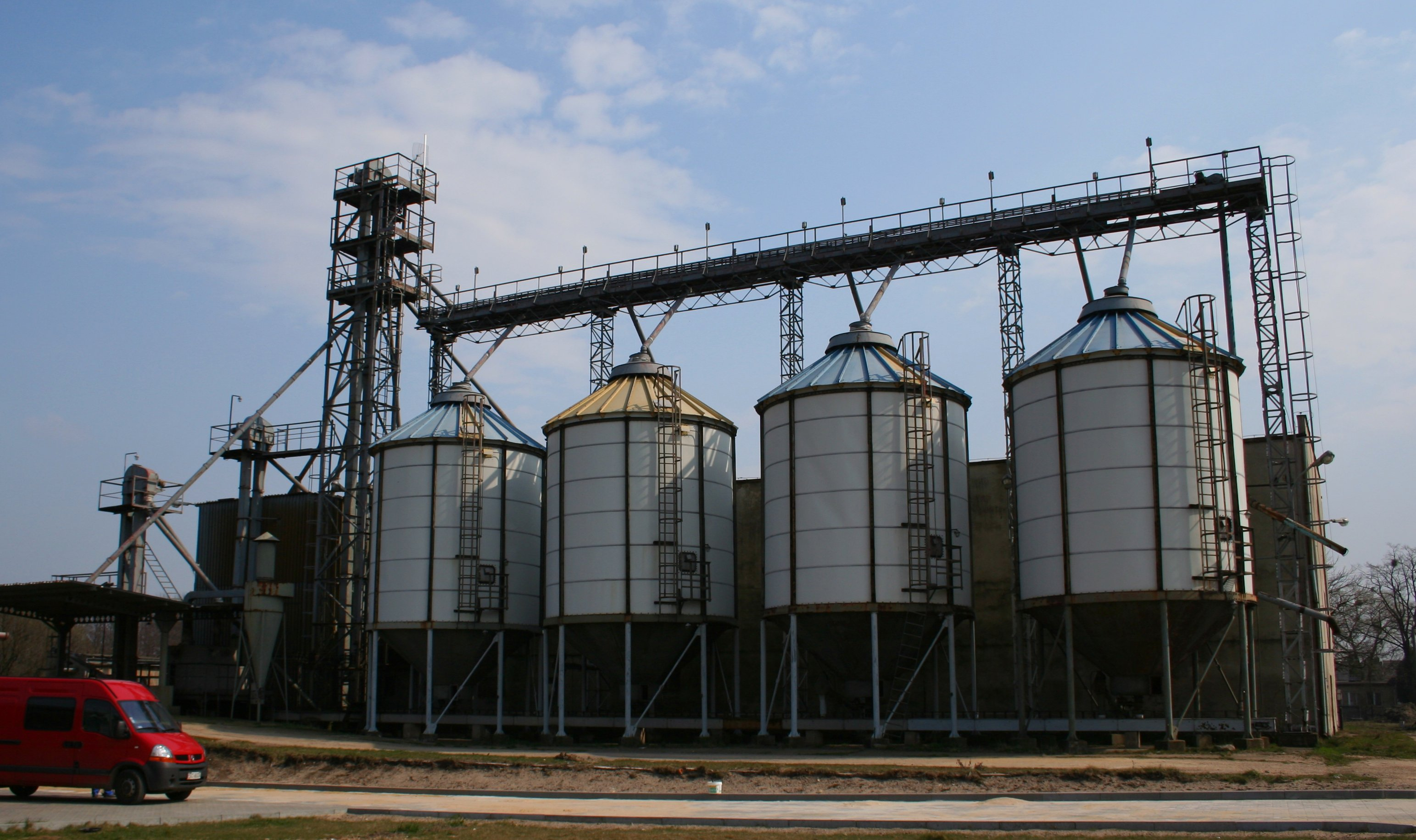
Silosy dawnej RSP w Boronowie. Obecnie teren infrastruktury dawnej spółdzielni dzierżawiony jest przez prywatnych przedsiębiorców

Według danych za rok 2004 w gminie zarejestrowane były 143 podmioty gospodarcze.
74% powierzchni gminy stanowią użytki leśne, natomiast 21% użytki rolne.
W gminie Boronów działa kilka średniej wielkości podmiotów gospodarczych oraz duży zakład przemysłowy Naftobazy (Zakład Magazynowania Paliw nr 3) zaopatrujący w paliwa naftowe stacje benzynowe w województwie śląskim, świętokrzyskim i opolskim. Zakład ten zaliczany jest do zakładów o dużym ryzyku ze względu na magazynowanie substancji niebezpiecznych. Na terenie zakładu znajduje się 20 dużych zbiorników z paliwem. W 1992 roku przekazany został do eksploatacji liczący 153 km odcinek rurociągu produktów naftowych Płock – Koluszki – Boronów o przepustowości milion ton/rok, łączący skład magazynowania paliw z magistralą rurociągów PERN „Przyjaźń”. Rurociąg ten przebiega na terenie gminy przez miejscowości Boronów i Dębowa Góra. Planowane jest też uruchomienie odcinka rurociągu Boronów – Trzebinia.
Do lat 90. XX wieku działała także Spółdzielnia Rolnicza „Jedność”, obecnie przemianowana w Spółdzielczy Zakład Produkcyjno-Przetwórczy „Rolpex” zatrudniający niewielką liczbę osób. Na terenie byłej spółdzielni natomiast, w dawnych budynkach gospodarczych działają nowe podmioty gospodarcze. Poza tym znajdują się w miejscowości 2 rzeźnie, zatrudniający kilkadziesiąt osób zakład stolarski, a także liczne małe firmy budowlane.
Rolnictwo indywidualne rozwija się jedynie w wioskach poza miejscowością Boronów oraz w małym stopniu w tradycyjnie rolniczej dzielnicy Boronowa Siodłoki.

### Poziom bezrobocia
W roku 2002 w gminie 176 osób miało status osoby bezrobotnej.
| Lata | Liczba bezrobotnych | Udział bezrobotnych w liczbie ludności w wieku produkcyjnym |
| ---- | ------------------- | ----------------------------------------------------------- |
| 2003 | 156                 | 7,6%                                                        |
| 2004 | 158                 | 7,7%                                                        |
| 2005 | 158                 | 7,5%                                                        |
| 2006 | 134                 | 6,3%                                                        |
| 2007 | 109                 | 5,1%                                                        |
| 2008 | 88                  | 4,1%                                                        |
| 2009 | 138                 | 6,3%                                                        |

### Dochody gminy
| Lata | Dochody w złotych | Wydatki      |
| ---- | ----------------- | ------------ |
| 1995 | 1 118 668         | 1 052 111    |
| 1996 | 2 092 120         | 1 854 226    |
| 1997 | 2 662 374         | 2 881 543    |
| 1998 | 3 602 700         | 4 779 830    |
| 1999 | 4 021 456         | 5 640 785    |
| 2000 | 4 610 458         | 4 620 968    |
| 2001 | 4 688 389         | 4 192 442    |
| 2002 | 5 199 821         | 4 961 247    |
| 2003 | 5 858 159         | 4 281 317    |
| 2004 | 5 585 224         | 6 113 906    |
| 2005 | 6 445 461         | 6 140 928    |
| 2006 | 7 240 966,50      | 6 458 509,36 |
| 2007 | 7 513 869,14      | 9 205 285,78 |
| 2008 | 8 146 978,13      | 8 076 395,54 |
| 2009 | 8 507 815,46      | 8 478 395,44 |

## Turystyka

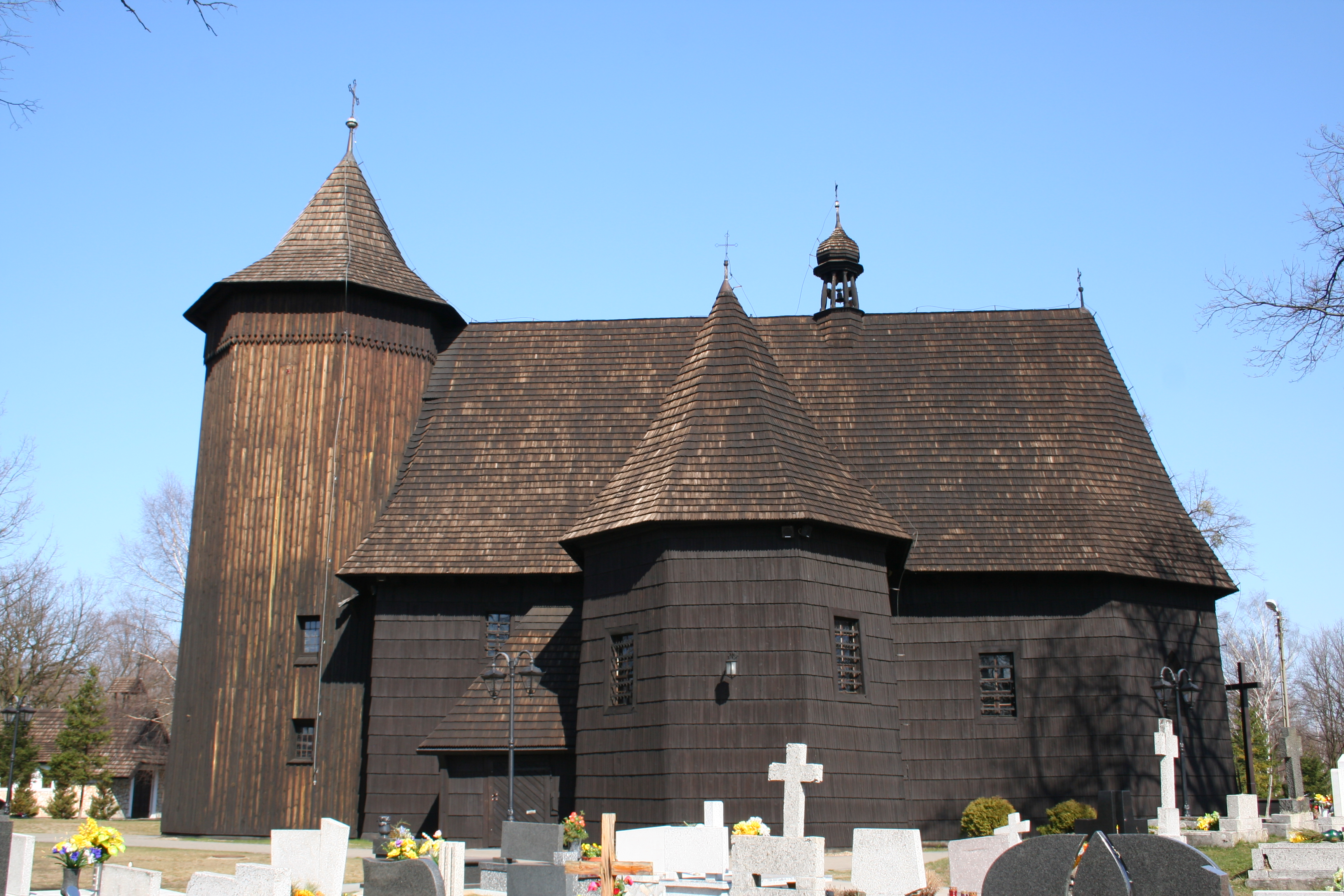
Barokowy kościół z XVI wieku

Przez gminę przebiegają trzy szlaki turystyczne:
- szlak architektury drewnianej
- szlak pomników przyrody
- szlak Józefa Lompy

Na terenie miejscowości znajdują się:
- Kościół barokowy z 1611 roku położony w Boronowie
- Rezerwat przyrody Rajchowa Góra
- tereny rekreacyjne nad stawami w przysiółku Doły
- pozostałości po kopalni rudy żelaza w Zumpach
- zabytkowe kapliczki i budynki

Do gmin partnerskich należą Gmina Międzyzdroje oraz Gmina Lomma położona na terenie Szwecji.

## Miasta partnerskie
- Gmina Międzyzdroje
- Gmina Lomma